# サンデイパニック
サンデイパニックは山梨県出身のラッパーPONEYが主催のHIPHOPイベント。
主に山梨県で主催されており、山梨県最大級のイベント。
現在第11回まで続いたサンデイパニックseason1が完結している。
現在Youtube 松生プロチャンネル、FRESH!! PONYチャンネルで今までのMCバトルを見ることが出来る。
サンデイパニックseason1完結編ではPONEYを始め、フリースタイルダンジョンでモンスターだった漢 a.k.a. GAMI、同番組で初完全制覇を達成した晋平太、高校生ラップ選手権優勝経験者9for、B BOY PARKなど優勝経験者スナフキン、他にもT-TANGG、喰吐などかなりのMCバトル強者が集うイベントとなった。